# Ten Boer
Ten Boer – gmina i miejscowość w Holandii, w prowincji Groningen.
Gmina składa się z 9 miejscowości: Garmerwolde, Lellens, Sint Annen, Ten Boer, Ten Post, Thesinge, Winneweer, Wittewierum oraz Woltersum